# The Undying Darkness
The Undying Darkness is een album (2006) van de Duitse metalcore band Caliban.

## Tracklist
1. Intro (1:05)
2. I Rape Myself (3:24)
3. Song About Killing (3:19)
4. It's Our Burden To Bleed (3:49)
5. Nothing Is Forever (3:54)
6. Together Alone (3:10)
7. My Fiction Beauty (4:41)
8. No More 2nd Chances (4:04)
9. I Refuse To Keep On Living... (5:01)
10. Sick Of Running Away (3:48)
11. Moment Of Clarity (2:40)
12. Room Of Nowhere (3:44)

Label: Roadrunner Records